# Katastrofismus

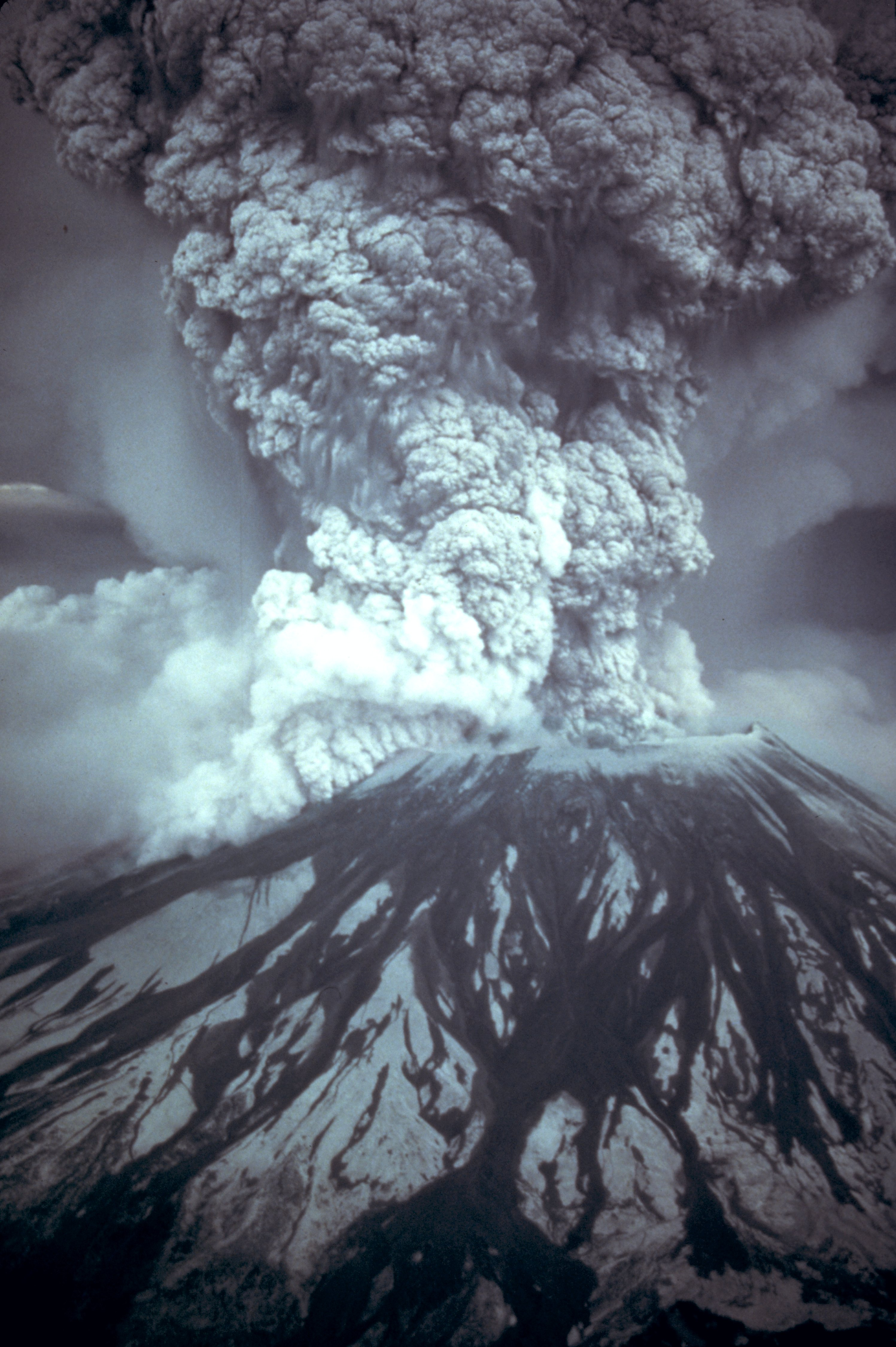
Sloupce erupce okolo 8:35 ráno 18. května 1980.

Katastrofismus je názor, že Země byla v minulosti ovlivněna náhlou, krátkodobou, mohutnou události, možná i celosvětového rozsahu.